# Tillandsia 'Winner's Circle'
Tillandsia 'Winner's Circle' es un  cultivar híbrido del género Tillandsia perteneciente a la familia  Bromeliaceae.
Es un híbrido creado  con las especies Tillandsia aeranthos × Tillandsia stricta.